# Базель
Ба́зель (нем. Basel [ˈbaːzəl], алем. нем. Basel [ˈb̥ɑːz̥l̩], фр. Bâle, итал. Basilea) — город на северо-западе Швейцарии. Столица немецкоязычного полукантона Базель-Штадт и административный центр одноимённой коммуны.
С населением около 170 тысяч человек (2015 год) Базель является третьим по величине городом страны. В пределах агломерации проживает около 830 тысяч человек (2004 год). 
Базель расположен на Рейне, у подножий горных массивов Юра и Шварцвальд, у границы с Германией и Францией. 
Центр химической и фармацевтической промышленности. Штаб-квартиры компаний Novartis и Hoffmann–La Roche, а также международных банковских организаций, одна из штаб-квартир банка UBS. Старейший университет Швейцарии. Один из крупнейших мировых образовательных центров в области старинной музыки (Schola cantorum Basilienis в составе Базельской музыкальной академии). Благодаря более чем сорока музеям и Художественному музею, который является старейшим публичным художественным музеем в мире (1661), Базель считается культурной столицей Швейцарии.
Рейн делит город и его исторический центр на две части: Большой Базель на левом берегу и Малый Базель на правом. В Большом Базеле над Рейном возвышается романо-готический собор из красного песчаника, на Рыночной площади позднеготическая ратуша.
30 августа 2024 года город был назван официальным местом проведения Евровидения-2025.

## История

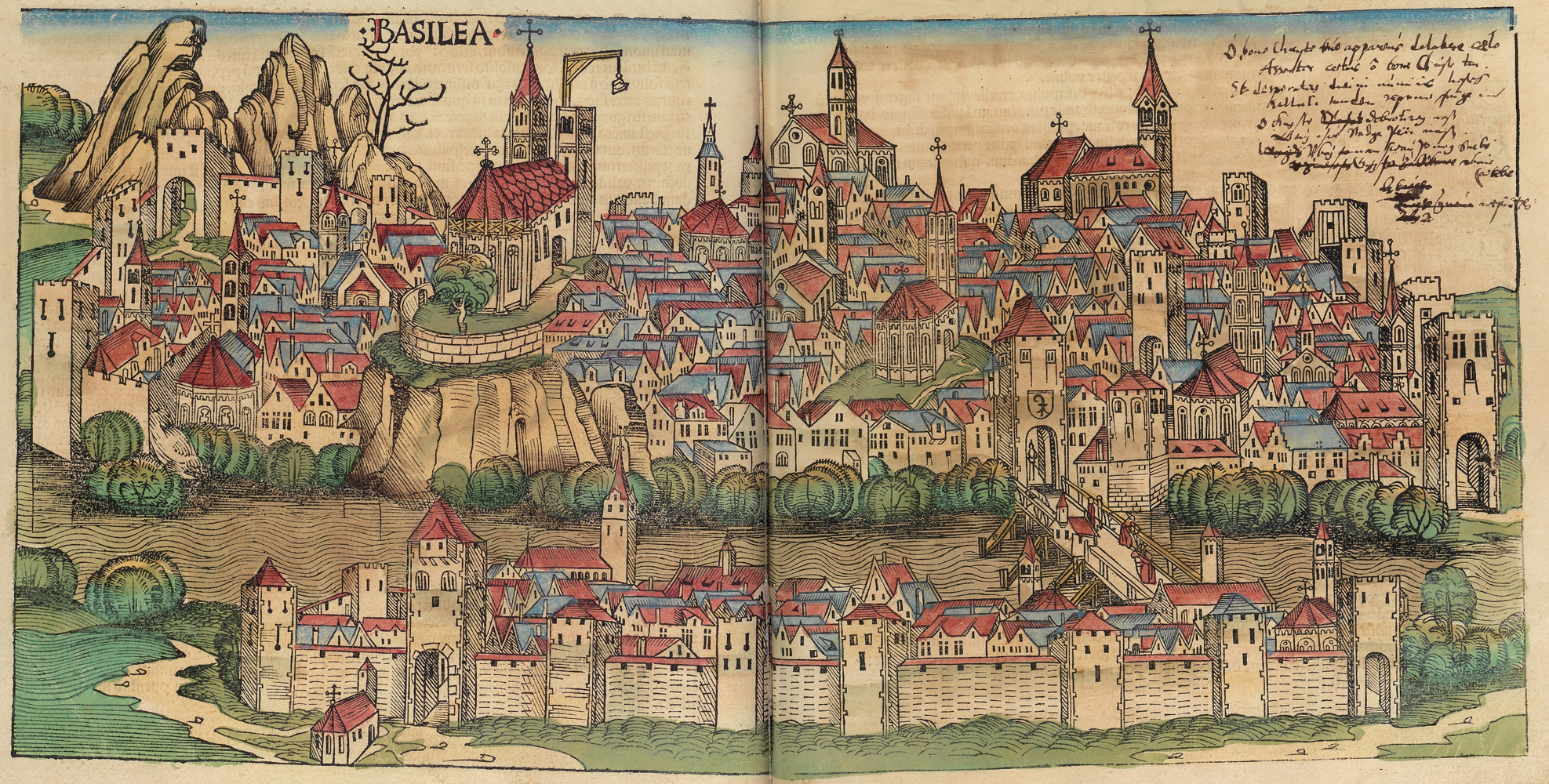
Базель в 1493 году. Ксилография из «Нюрнбергской хроники» Хартмана Шеделя

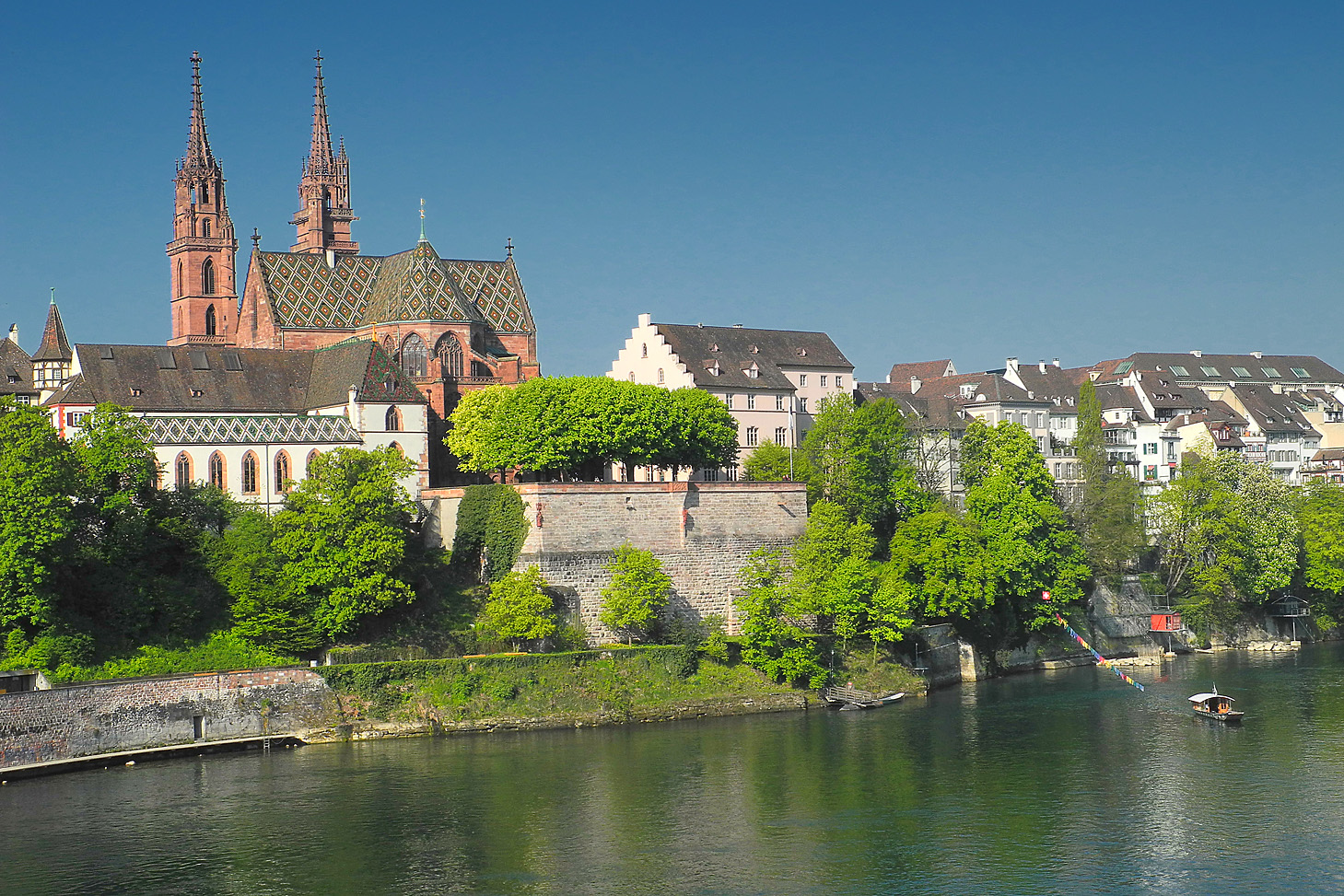
Базельский собор, где похоронен Эразм Роттердамский

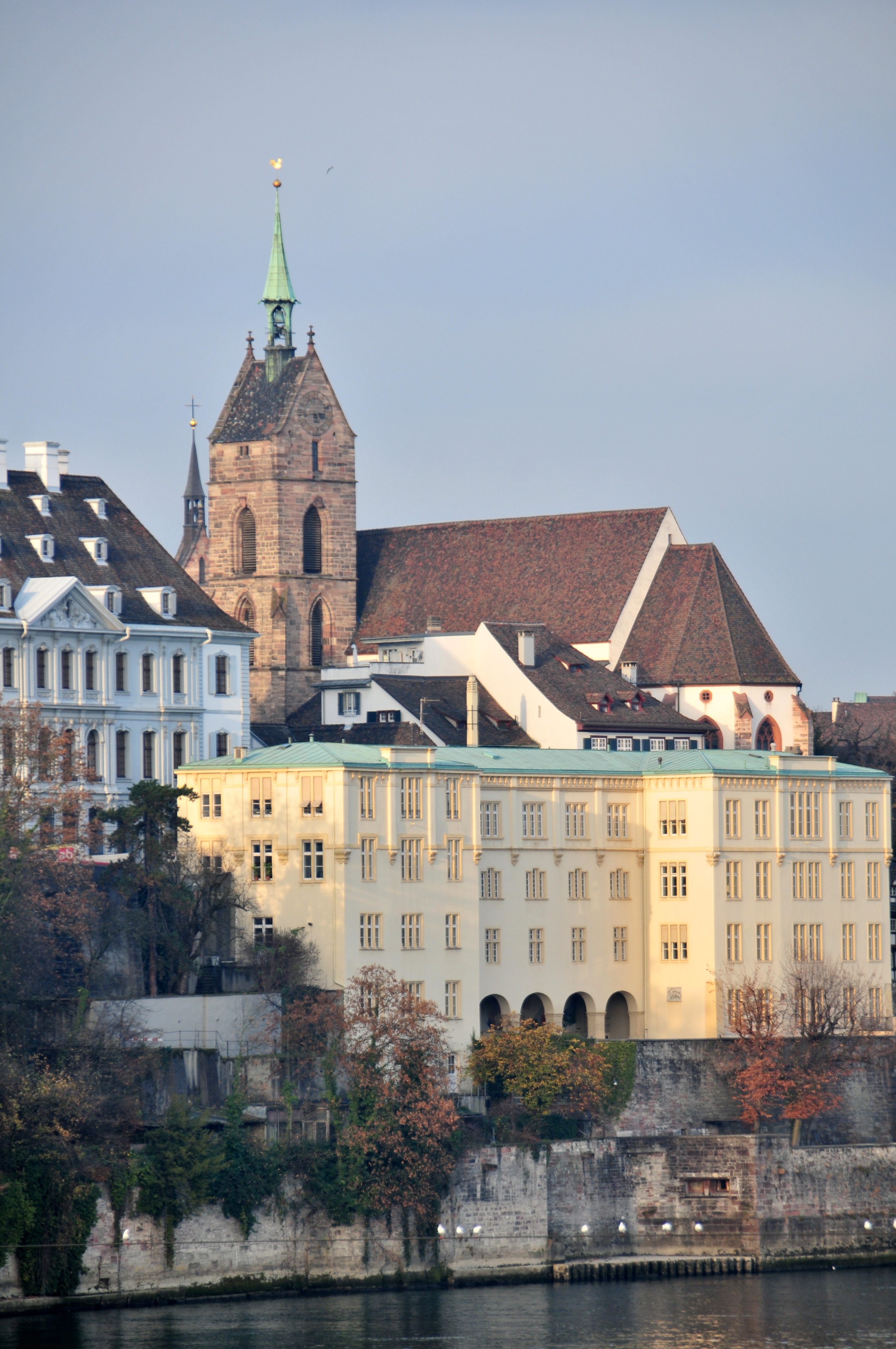
Базельский университет (основан: 1461), старейший университет Швейцарии

Город возник на месте римского укрепления Basilea, построенного для древнеримской колонии Аугуста Раурика (ныне Аугст) в 15 году до н. э. Впервые упоминается в III веке н. э. как Basileam applicuerunt.
В 740 году Базель стал резиденцией епископа, став центром Базельского епископства. В Средние века город сначала находился под властью ряда европейских государств, с 1032 года — Священной Римской империи.
В середине XI века Базель добился самостоятельности. Управление им разделялось между епископом, рейхсфогтом, некоторыми дворянскими родами и самими гражданами.
В 1226 году в нём был открыт первый мост через Рейн. В 1356 году большая часть города была разрушена во время землетрясения.
В 1431 году Базель стал местом проведения Базельского церковного собора.
12 ноября 1459 года буллой римского папы Пия II в Базеле был основан самый первый в Швейцарии университет.
Сразу же после основания Швейцарского союза Базель теснее примкнул к нему, в особенности после славной победы на Бирсе у Санкт-Якоба в 1444 году. Наконец, после заключения мира между императором Максимилианом I и Швейцарским союзом, в 1501 году Базель формально вошёл в состав Швейцарского союза как кантон Базель.
В XVI веке в нём проведена была Реформация. В 1622 году была основана университетская библиотека; сегодня она — крупнейшая в Швейцарии.

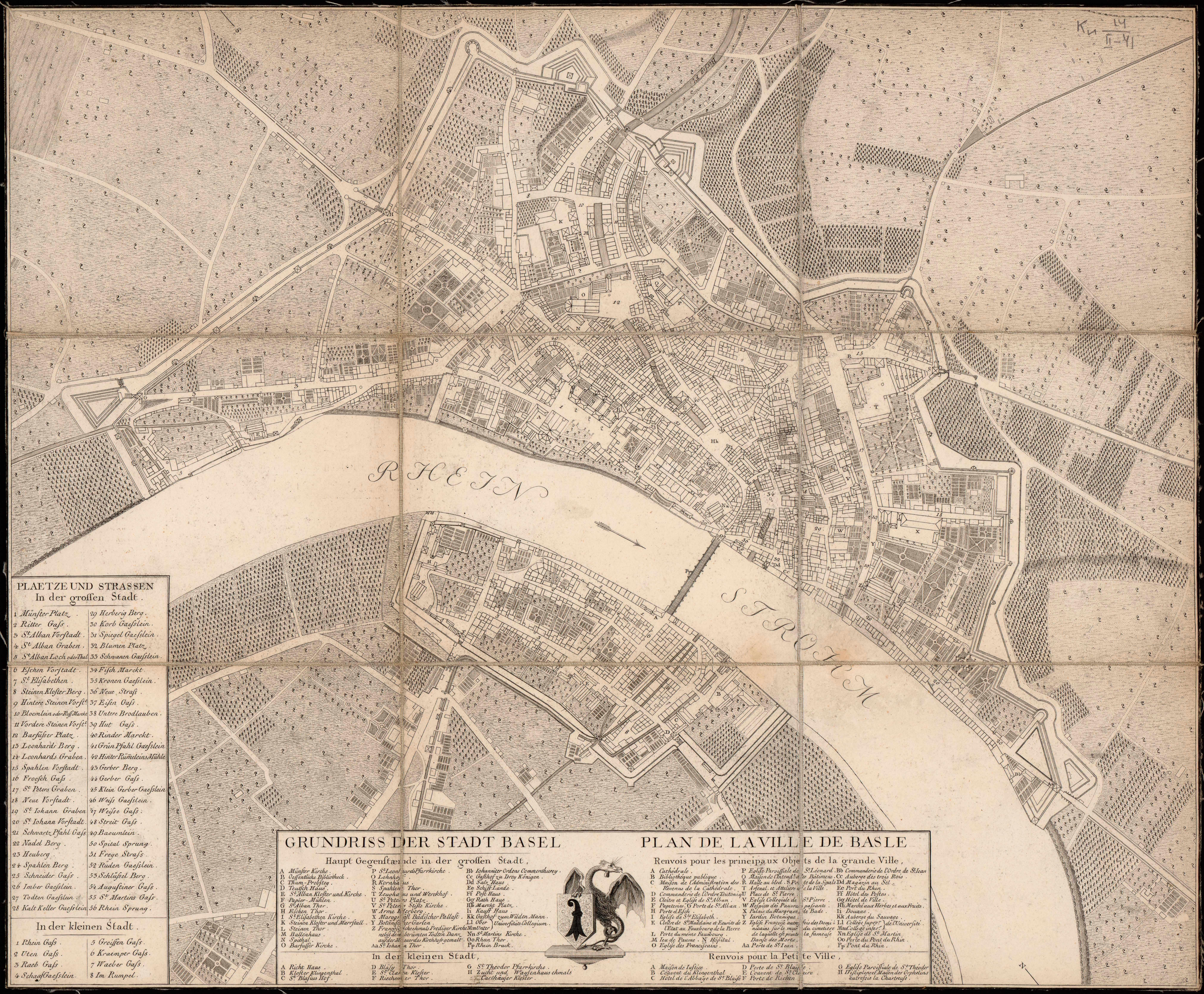
План Базеля, XVIII в.

Город Базель держал окружавшую его провинцию в полном подчинении, несмотря на многочисленные восстания в последней (в 1525, 1594, 1598, 1653 годах), до 20 января 1798 года, когда, под влиянием французской революции, за несколько недель до падения старого швейцарского союзного управления, конституция Базеля была радикально преобразована, подчинение провинции городу было отменено и была провозглашена равноправность всех граждан. После этого Базель разделял судьбы Гельветической республики и, при Наполеоне I, получил конституцию, которая хотя и оставляла нетронутым принцип равноправности обеих частей — города и провинции, но косвенно доставляла первому значительные преимущества.
Не довольствуясь этим, Большой совет Базеля 4 мая 1814 года, под влиянием реставрации во Франции, внес в конституцию такие изменения, что провинция, несмотря на все ещё существовавшую статью о равноправности её с городом, фактически оказывалась в полном подчинении у последнего.
Недовольство провинции таким положением росло, и когда в 1830 году Совет не согласился ввести требуемые реформы, провинция взялась за оружие, и 6 января 1831 года провозгласила себя независимой и избрала свое собственное временное правительство (в Листале). Городская милиция разогнала, однако, плохо вооруженные толпы деревенского населения, осадила Листаль, прогнала временное правительство, и, под влиянием страха, население провинции приняло большинством голосов вновь выработанную конституцию. Но несвоевременная строгость в управлении провинцией со стороны различных городских должностных лиц опять вскоре раздула междоусобицу. На этот раз жители провинции с большим успехом отражали нападения городской милиции, и 27 апреля 1832 года в Листале принята была выработанная особым советом конституция, определявшая порядок управления провинцией как вполне самостоятельной административной единицы. Городская партия примкнула тогда к реакционному союзу, заключенному в Сарне несколькими кантонами, и 3 августа 1833 года напала на жителей провинции вопреки объявленному перемирию. Но в кровавой стычке у Праттельна городские войска с большим уроном были отброшены.
Кантон Базель был занят союзными войсками, и 26 августа 1833 года состоялось решение, признававшее разделение кантона на две самостоятельные части (Базель-город и Базель-провинция) совершившимся фактом. Полукантон Базель-город ограничен был собственно городом и тремя деревнями на правом берегу Рейна. В Базель-городе 3 октября 1833 года была принята конституция, которой провозглашалось полное равенство всех граждан перед законом, отделение власти законодательной от исполнительной, свобода сходок и ассоциаций, свобода печати, а также установлен 6-летний срок службы в выборных должностях и т. д.
В XIX веке возросло экономическое значение Базеля как «торговых ворот» Швейцарии с Германией и Северной Францией. Базель стал также местом проведения многих международных конгрессов и местом заключения многих международных договоров.

## Население
| 1980    | 1990      | 2000      | 2010      | 2015      | 2020     |
| 182 143 | ↘ 178 428 | ↘ 166 558 | ↘ 163 216 | ↗ 169 916 | ↗173 232 |

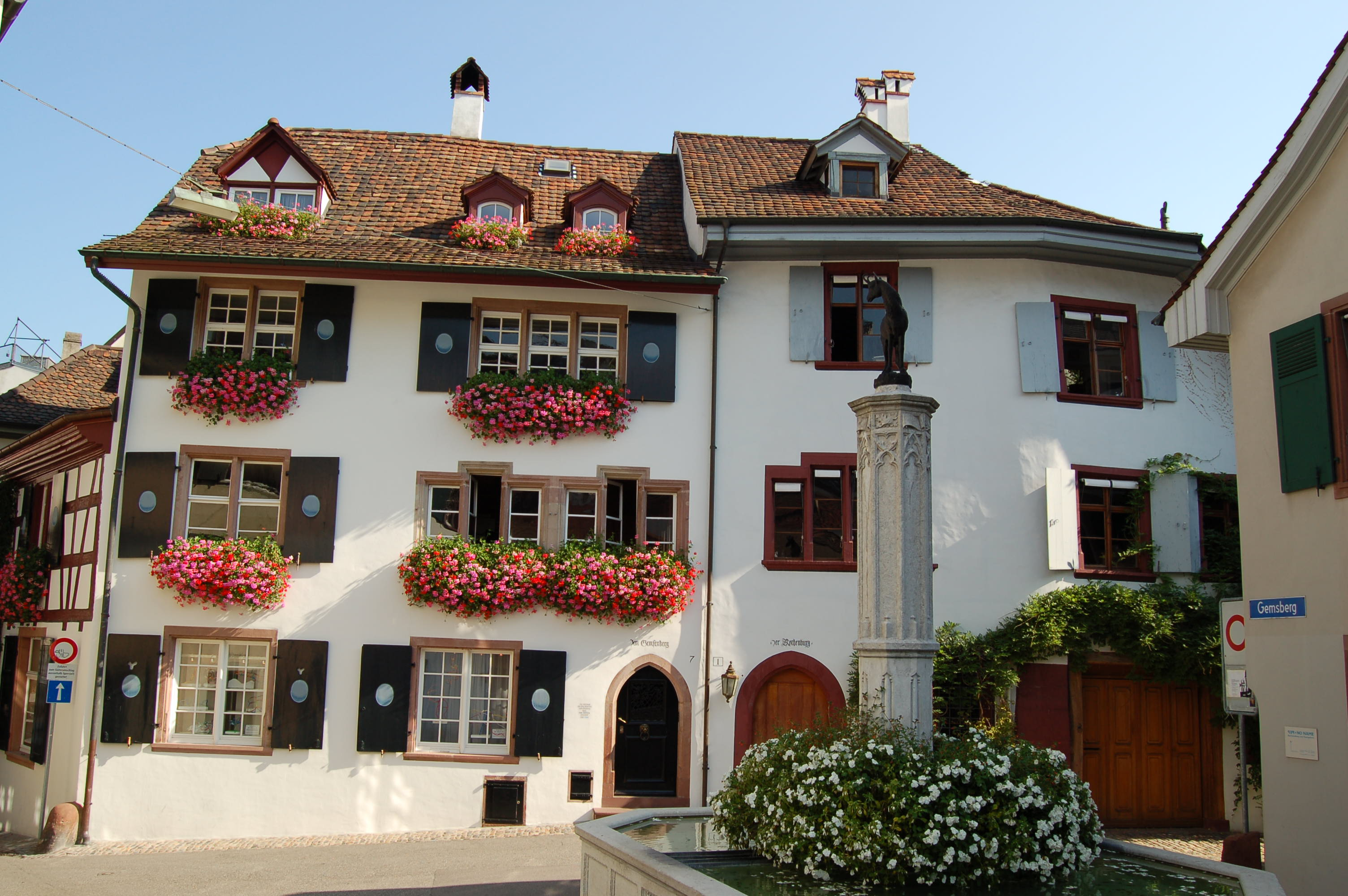
Старый город

Официальным языком на территории коммуны Базель является швейцарский диалект немецкого языка. По результатам переписи 2000 года, немецкий считали родным языком 77,8 % (129 592 чел) населения города, итальянский — 5,4 % (9 049 чел), французский — 2,6 % (4 280 чел), а романшский язык указали родным 202 гражданина Базеля.
Религия

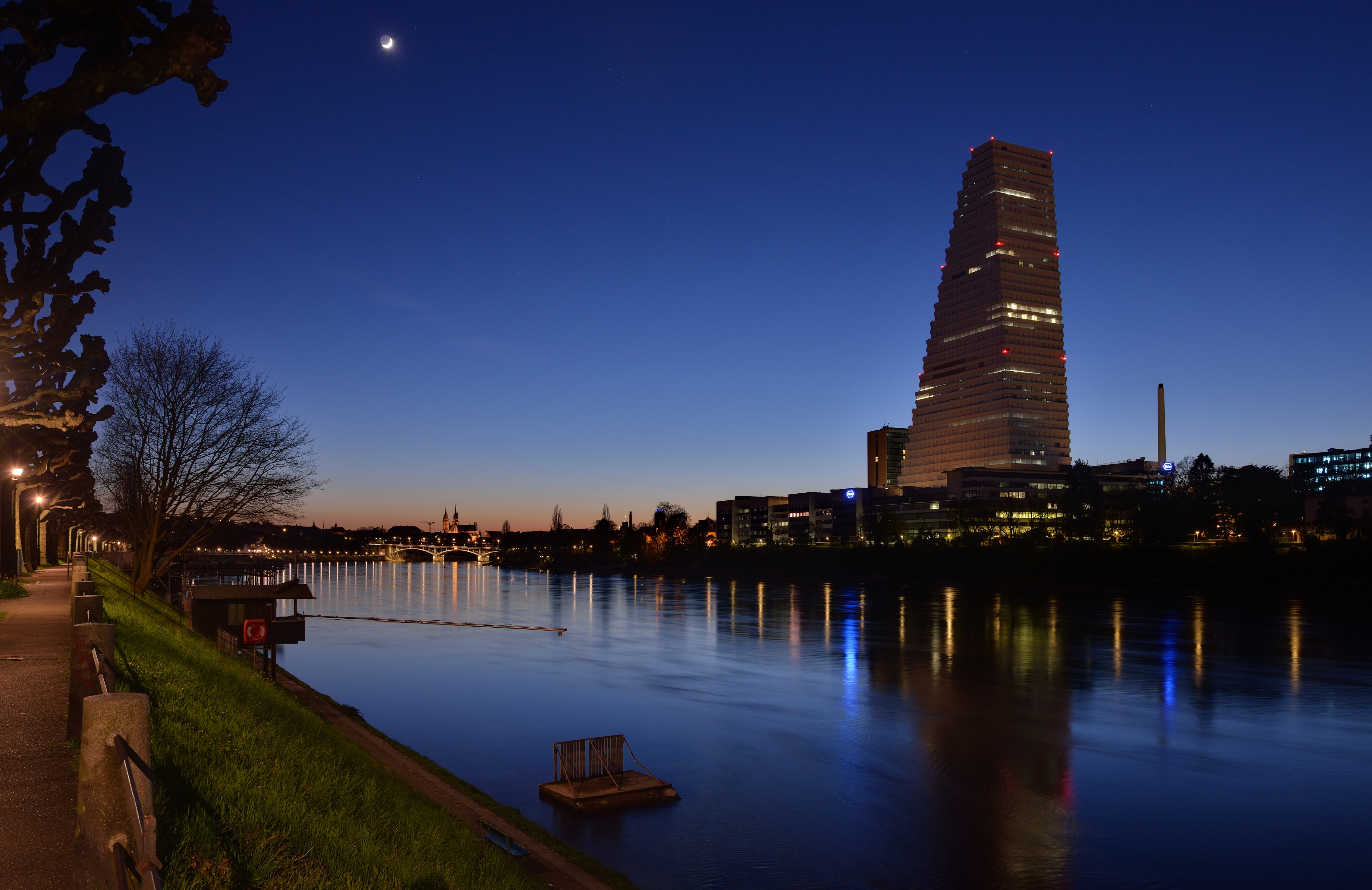
Башня Рош, самое высокое здание Швейцарии

По данным переписи 2000 года: 41 916 граждан (25,2 %) относили себя к католической церкви, 39 180 человек (23,5 %) к протестантской, 4 567 человек (2,74 %) к другим различным христианским течениям. Также в городе проживало 12 368 мусульман (7,43 %), 1 325 иудеев (0,80 %), 947 индуистов, 746 буддистов и 485 человек иных религиозных взглядов. Атеистами или агностиками было указано 52 321 граждан (31,41 %), а 8 780 человек (5,27 %) не указали ответ на вопрос.

## Экономика
Базель — крупный торгово-финансовый, культурный центр. В Базеле расположены штаб-квартиры международных организаций: Базельского комитета по банковскому надзору и Банка международных расчётов.
Базель — столица швейцарской химической и фармацевтической промышленности. Здесь расположены штаб-квартиры компаний Novartis, Hoffmann-La Roche, Clariant и т. д.
В Базеле ежегодно проходит престижная выставка часов и ювелирных украшений Baselworld.

## Политика
Бургомистром Базеля является президент городского кантона.

## Транспорт
Базель — важный транспортный узел европейского значения и главный портовый перегрузочный центр Швейцарии. В городе расположен единственный порт Швейцарии (на Рейне), через который страна связана с морским портом Роттердама. Неподалёку от Базеля, на территории Франции, расположен международный Евроаэропорт Базель-Мюлуз-Фрайбург (BSL/MLH/LFSB), один из немногих в мире, совместно управляемый двумя странами (Францией и Швейцарией). В Базеле есть два крупных железнодорожных вокзала, Базель SBB и Базель-Бадишер-Банхоф, при этом часть вокзала Basel SBB находится под юрисдикцией Франции и называется Bâle SNCF, а весь вокзал Базель-Бадишер-Банхоф принадлежит Германии и немецким железным дорогам, хоть он и расположен на территории Швейцарии. С него отправляются поезда ICE (Intercity-Express) во Фрайбург, Карлсруэ, Маннхайм и далее на север (аэропорт Франкфурта-Кёльн-Дюссельдорф, а также в Гамбург и Берлин).

### Общественный транспорт
Общественный транспорт города представлен автобусами и трамваями (см. базельский трамвай, продлеваемый в 2017 году во французский город Сент-Луи). В городе действуют две организации-оператора общественного транспорта, BVB и BLT.
Трамваи и автобусы зелёного цвета находятся в ведении BVB. Автобусы и трамваи жёлтого цвета находятся в ведении BLT и соединяют районы в соседней половине кантона Базельланд Центральный Базель. Трамваи рассчитаны на питание от воздушных линий, а автобусный парк состоит из автобусов на обычном топливе, но большинство пригородных автобусов на природном газе.
Также в Базель заходят автобусные маршруты близлежащих французских и немецких городов.

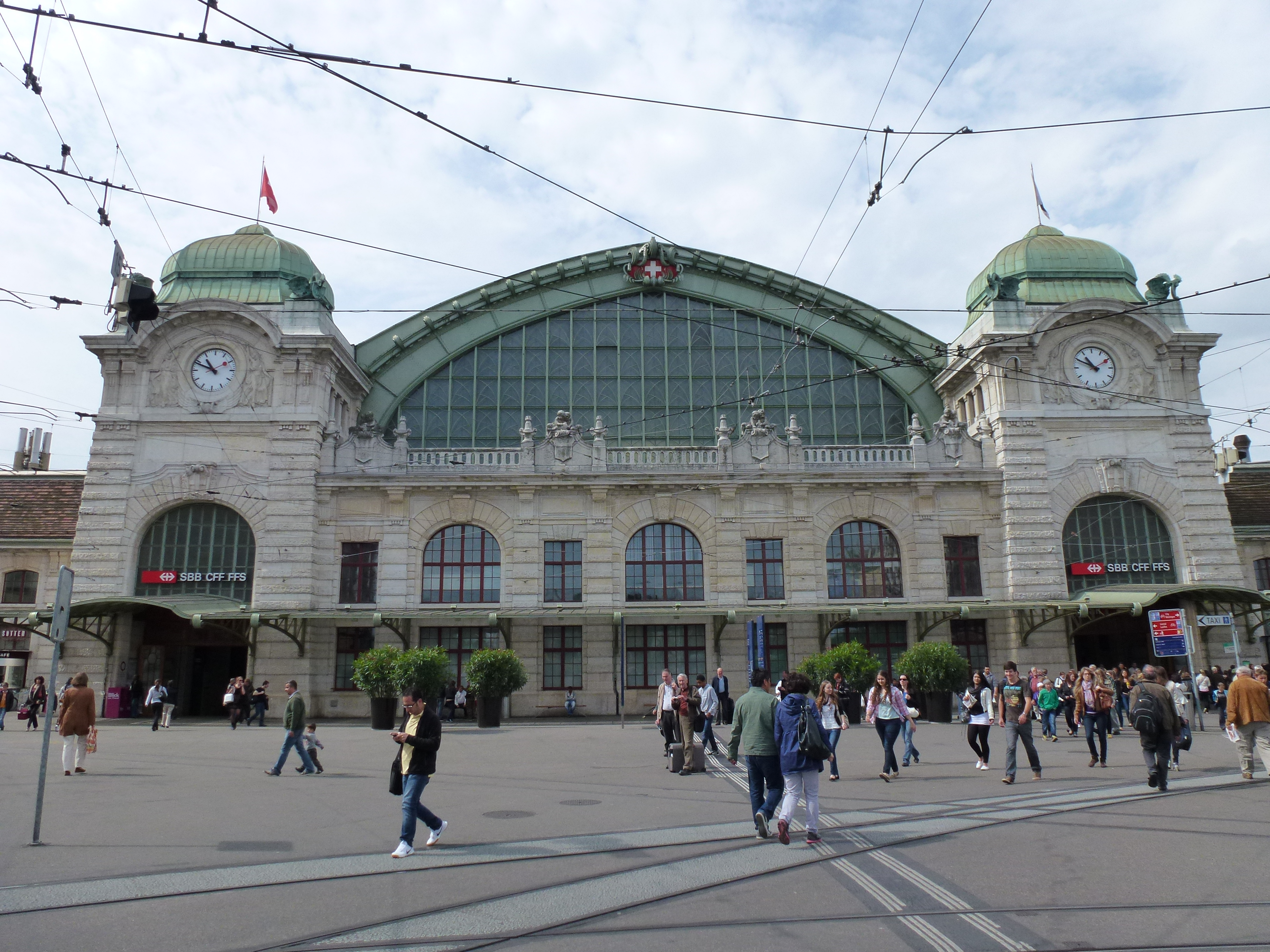
Главный вокзал (1905—1907)

## Достопримечательности

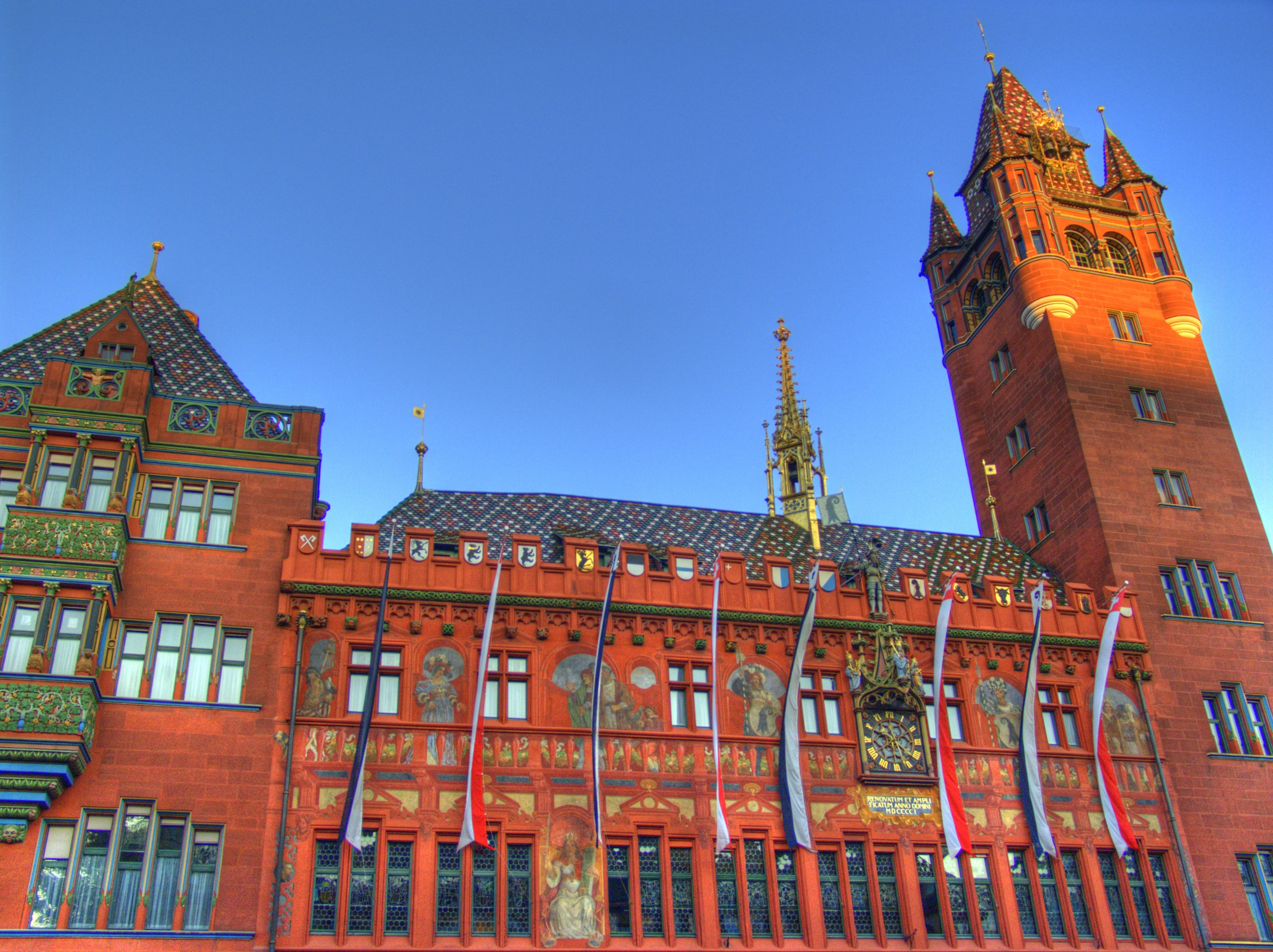
Ратуша

- РатушаРоманско-готический собор (Мюнстер; 1019—1500 гг.; скульптурные порталы)
- Ратуша (1504—1608 гг., ренессанс)
- Шпалентор (городские ворота) (1400)
- Церковь Святого Павла (неороманский стиль, 1901 год)

### Музеи
- Базельский художественный музей
- Музей современного искусства
- Частное собрание Fondation Beyeler
- Музей Тэнгли (Museum Tingely)
- Анатомический музей (Anatomisches Museum)
- Базельский музей древностей и Собрание Людвига
- Архитектурный музей (Architekturmuseum)
- Ботанический сад университета (Botanischer Garten der Universität)
- Музей пожарной охраны (Feuerwehr-Museum)
- Дом «У Вишнёвого сада» (Haus zum Kirschgarten)
- Исторический музей (Historisches Museum)
- Швейцарский еврейский музей (Jüdisches Museum der Schweiz)
- Музей карикатуры и мультипликации (Karikatur& Cartoon Museum)
- Художественная галерея (Kunsthalle)

## Спорт
В городе расположен стадион Санкт-Якоб Парк, на котором проводит домашние матчи футбольный клуб Базель.
Здесь проводились матчи Чемпионата Европы по футболу 2008.
Здесь родился самый титулованный теннисист Роджер Федерер.